# Gerhard Ilsch
Gerhard Ilsch (* 19. Januar 1925), 
ein ehemaliger deutscher Fußballspieler, der in den 1950er-Jahren für die BSG Motor Dessau in der Oberliga, der höchsten Liga im DDR-Fußball, spielte.

## Sportliche Laufbahn
Gerhard Ilsch gehörte zu den Enthusiasten, die nach dem Ende des Zweiten Weltkriegs mithalfen, in Köthen den Fußballsport wiederzubeleben. Er wurde 1947 Mitglied der SG Köthen-Mitte, wechselte aber zur Saison 1948/49 zur SG Süd. Mit ihr spielte er in der Landesklasse Sachsen-Anhalt, auch noch 1949/50, als aus der SG die Betriebssportgemeinschaft (BSG) KWU Köthen wurde.
Zur Saison 1950/51 wechselte er zusammen mit seinem Bruder Karl-Heinz zum Oberligisten Motor Dessau. Beide bildeten ein Sturmduo, wobei Gerhard Ilsch in den 34 ausgetragenen Oberligaspielen auf 27 Einsätze und zu acht Toren kam. Unter dem neuen Trainer Hans Ulbricht wurde Gerhard Ilsch 1951/52 zum Abwehrspieler umfunktioniert, wurde mit 35 Einsätzen bei 36 Oberligaspielen der meistbeschäftigte Spieler der BSG Motor und erzielte fünf Tore. Auch in der Saison 1952/53 gehörte Ilsch zunächst als Abwehrspieler zur Dessauer Stammelf, musste aber in der Rückrunde mehrere Wochen pausieren und kam in den 32 Oberligaspielen nur 19-mal zum Einsatz. Mit drei Toren hatte er die geringste Ausbeute seiner Oberligazeit.
Nach drei Oberligaspielzeiten verließ Gerhard Ilsch die BSG Motor Dessau und schloss sich zur Saison 1953/54 dem zweitklassigen DDR-Ligisten Motor Mitte Magdeburg an, dem Vorläufer des 1. FC Magdeburg. Dort traf er auch auf seinen früheren Mannschaftskameraden Johannes Manthey, der nun zu seinem Trainer wurde. Der 28-jährige Ilsch spielte bei den Magdeburgern keine große Rolle mehr. In seiner ersten Spielzeit kam er bei 26 Ligaspielen nur auf acht Einsätze (ein Tor) und 1954/55 lediglich auf vier Spiele. Anschließend tauchte Ilsch im höherklassigen ostdeutschen Fußball nicht mehr auf.

## Trivia
Er ist der Bruder des ebenfalls in der Oberliga für Dessau aktiven Fußballers Karl-Heinz Ilsch.